# Lijst van planetoïden 61101-61200
| Naam               | Voorlopige naamgeving | Datum ontdekking | Ontdekker              |
| ------------------ | --------------------- | ---------------- | ---------------------- |
| (61101) -          | 2000 LD30             | 7 juni 2000      | LINEAR                 |
| (61102) -          | 2000 LM30             | 7 juni 2000      | LONEOS                 |
| (61103) -          | 2000 LP30             | 9 juni 2000      | NEAT                   |
| (61104) -          | 2000 LU30             | 10 juni 2000     | LINEAR                 |
| (61105) -          | 2000 LN31             | 5 juni 2000      | LONEOS                 |
| (61106) -          | 2000 LQ31             | 5 juni 2000      | LONEOS                 |
| (61107) -          | 2000 LR31             | 5 juni 2000      | LONEOS                 |
| (61108) -          | 2000 LT31             | 5 juni 2000      | LONEOS                 |
| (61109) -          | 2000 LU31             | 5 juni 2000      | LONEOS                 |
| (61110) -          | 2000 LC32             | 5 juni 2000      | LONEOS                 |
| (61111) -          | 2000 LD33             | 4 juni 2000      | Spacewatch             |
| (61112) -          | 2000 LO33             | 4 juni 2000      | NEAT                   |
| (61113) -          | 2000 LP33             | 4 juni 2000      | NEAT                   |
| (61114) -          | 2000 LJ34             | 3 juni 2000      | LONEOS                 |
| (61115) -          | 2000 LQ34             | 3 juni 2000      | LONEOS                 |
| (61116) -          | 2000 LT34             | 3 juni 2000      | Spacewatch             |
| (61117) -          | 2000 LX34             | 1 juni 2000      | NEAT                   |
| (61118) -          | 2000 LV35             | 1 juni 2000      | LONEOS                 |
| (61119) -          | 2000 LJ36             | 1 juni 2000      | NEAT                   |
| (61120) -          | 2000 LL36             | 1 juni 2000      | NEAT                   |
| (61121) -          | 2000 MU               | 23 juni 2000     | J. Broughton           |
| (61122) -          | 2000 MM1              | 25 juni 2000     | LINEAR                 |
| (61123) -          | 2000 MN1              | 25 juni 2000     | LINEAR                 |
| (61124) -          | 2000 MX1              | 27 juni 2000     | J. Broughton           |
| (61125) -          | 2000 MK2              | 24 juni 2000     | NEAT                   |
| (61126) -          | 2000 MN4              | 25 juni 2000     | LINEAR                 |
| (61127) -          | 2000 MH5              | 26 juni 2000     | LINEAR                 |
| (61128) -          | 2000 MB6              | 24 juni 2000     | LINEAR                 |
| (61129) -          | 2000 MD6              | 24 juni 2000     | LINEAR                 |
| (61130) -          | 2000 NK               | 2 juli 2000      | P. G. Comba            |
| (61131) -          | 2000 NN1              | 3 juli 2000      | Spacewatch             |
| (61132) -          | 2000 NC2              | 5 juli 2000      | J. Broughton           |
| (61133) -          | 2000 NL2              | 5 juli 2000      | P. G. Comba            |
| (61134) -          | 2000 NP2              | 3 juli 2000      | LINEAR                 |
| (61135) -          | 2000 NT2              | 5 juli 2000      | P. Kušnirák, P. Pravec |
| (61136) -          | 2000 NC4              | 3 juli 2000      | Spacewatch             |
| (61137) -          | 2000 NR4              | 3 juli 2000      | Spacewatch             |
| (61138) -          | 2000 NX4              | 7 juli 2000      | LINEAR                 |
| (61139) -          | 2000 NO5              | 7 juli 2000      | LINEAR                 |
| (61140) -          | 2000 NR5              | 8 juli 2000      | LINEAR                 |
| (61141) -          | 2000 NZ5              | 8 juli 2000      | BATTeRS                |
| (61142) -          | 2000 NW6              | 4 juli 2000      | Spacewatch             |
| (61143) -          | 2000 ND7              | 4 juli 2000      | Spacewatch             |
| (61144) -          | 2000 NW8              | 5 juli 2000      | R. A. Tucker           |
| (61145) -          | 2000 NX8              | 7 juli 2000      | LINEAR                 |
| (61146) -          | 2000 NO10             | 10 juli 2000     | P. R. Holvorcem        |
| (61147) -          | 2000 ND11             | 10 juli 2000     | P. R. Holvorcem        |
| (61148) -          | 2000 NL11             | 10 juli 2000     | Valinhos               |
| (61149) -          | 2000 NU11             | 4 juli 2000      | LONEOS                 |
| (61150) -          | 2000 NV11             | 4 juli 2000      | LONEOS                 |
| (61151) -          | 2000 NV12             | 5 juli 2000      | LONEOS                 |
| (61152) -          | 2000 NE13             | 5 juli 2000      | LONEOS                 |
| (61153) -          | 2000 NV13             | 5 juli 2000      | LONEOS                 |
| (61154) -          | 2000 NW13             | 5 juli 2000      | LONEOS                 |
| (61155) -          | 2000 NH14             | 5 juli 2000      | LONEOS                 |
| (61156) -          | 2000 NJ14             | 5 juli 2000      | LONEOS                 |
| (61157) -          | 2000 NE15             | 5 juli 2000      | LONEOS                 |
| (61158) -          | 2000 NN15             | 5 juli 2000      | LONEOS                 |
| (61159) -          | 2000 NZ16             | 5 juli 2000      | LONEOS                 |
| (61160) -          | 2000 NH18             | 5 juli 2000      | LONEOS                 |
| (61161) -          | 2000 NP18             | 5 juli 2000      | LONEOS                 |
| (61162) -          | 2000 NV18             | 5 juli 2000      | LONEOS                 |
| (61163) -          | 2000 NY18             | 5 juli 2000      | LONEOS                 |
| (61164) -          | 2000 NM19             | 5 juli 2000      | LONEOS                 |
| (61165) -          | 2000 NR19             | 5 juli 2000      | LONEOS                 |
| (61166) -          | 2000 NU19             | 5 juli 2000      | LONEOS                 |
| (61167) -          | 2000 NJ20             | 6 juli 2000      | Spacewatch             |
| (61168) -          | 2000 NU20             | 6 juli 2000      | Spacewatch             |
| (61169) -          | 2000 NY20             | 6 juli 2000      | Spacewatch             |
| (61170) -          | 2000 NZ20             | 6 juli 2000      | Spacewatch             |
| (61171) -          | 2000 NA21             | 6 juli 2000      | LONEOS                 |
| (61172) -          | 2000 NE21             | 7 juli 2000      | LONEOS                 |
| (61173) -          | 2000 NB22             | 7 juli 2000      | LINEAR                 |
| (61174) -          | 2000 NN22             | 7 juli 2000      | LONEOS                 |
| (61175) -          | 2000 NO22             | 7 juli 2000      | LONEOS                 |
| (61176) -          | 2000 NZ22             | 5 juli 2000      | Spacewatch             |
| (61177) -          | 2000 NJ23             | 5 juli 2000      | LONEOS                 |
| (61178) -          | 2000 NT23             | 5 juli 2000      | Spacewatch             |
| (61179) -          | 2000 NL24             | 4 juli 2000      | LONEOS                 |
| (61180) -          | 2000 NQ24             | 4 juli 2000      | LONEOS                 |
| (61181) -          | 2000 NT24             | 4 juli 2000      | LONEOS                 |
| (61182) -          | 2000 NJ25             | 4 juli 2000      | LONEOS                 |
| (61183) -          | 2000 NB26             | 4 juli 2000      | LONEOS                 |
| (61184) -          | 2000 NO26             | 4 juli 2000      | LONEOS                 |
| (61185) -          | 2000 NS26             | 4 juli 2000      | LONEOS                 |
| (61186) -          | 2000 NA27             | 4 juli 2000      | LONEOS                 |
| (61187) -          | 2000 NM27             | 4 juli 2000      | LONEOS                 |
| (61188) -          | 2000 NT27             | 4 juli 2000      | LONEOS                 |
| (61189) Ohsadaharu | 2000 NE29             | 8 juli 2000      | BATTeRS                |
| (61190) Johnschutt | 2000 NF29             | 1 juli 2000      | M. Collins, M. White   |
| (61191) -          | 2000 OA               | 21 juli 2000     | P. G. Comba            |
| (61192) -          | 2000 OU               | 23 juli 2000     | G. Hug                 |
| (61193) -          | 2000 OQ1              | 26 juli 2000     | P. G. Comba            |
| (61194) -          | 2000 OU1              | 24 juli 2000     | Farpoint               |
| (61195) Martinoli  | 2000 OU2              | 28 juli 2000     | S. Sposetti            |
| (61196) -          | 2000 OD3              | 23 juli 2000     | LINEAR                 |
| (61197) -          | 2000 OG3              | 23 juli 2000     | LINEAR                 |
| (61198) -          | 2000 ON3              | 24 juli 2000     | LINEAR                 |
| (61199) -          | 2000 OA4              | 24 juli 2000     | LINEAR                 |
| (61200) -          | 2000 OC4              | 24 juli 2000     | LINEAR                 |